# Stelling van Ostrowski
De stelling van Ostrowski  is een stelling uit de getaltheorie die zegt dat elke niet-triviale absolute waarde op de rationale getallen equivalent is met ofwel de gebruikelijke absolute waarde of  met een {\displaystyle p}-adische absolute waarde. De stelling werd in 1916 bewezen door Alexander Ostrowski.

## Definitie
Voor elk priemgetal {\displaystyle p} is de {\displaystyle p}-adische absolute waarde {\displaystyle |\,\cdot \,|_{p}} gedefinieerd door:
{\displaystyle |\,x\,|_{p}={\begin{cases}0,&{\text{voor }}x=0\\\\p^{-n},&{\text{voor }}x=p^{n}{\frac {a}{b}}{\text{ met }}a,b,p{\text{ paarsgewijze onderling priem en }}n\in \mathbb {Z} \end{cases}}}

## Equivalentie
Twee absolute waarden {\displaystyle |\,\cdot \,|} en {\displaystyle |\,\cdot \,|'} op een verzameling {\displaystyle V} zijn equivalent, als voor alle {\displaystyle x\in V} geldt: 
{\displaystyle |\,x\,|<1\Longleftrightarrow |\,x\,|'<1}
Voor absolute waarden op een lichaam {\displaystyle K} is deze eis gelijkwaardig met het bestaan van een reële constante {\displaystyle c>0}, zo, dat voor alle {\displaystyle x\in K} geldt:
{\displaystyle |\,x\,|'=|\,x\,|^{c}}

## Stelling
Elke niet-triviale absolute waarde {\displaystyle |\,\cdot \,|_{*}} op de rationale getallen {\displaystyle \mathbb {Q} } is equivalent met de absolute waarde {\displaystyle |\,\cdot \,|} of met een {\displaystyle p}-adische absolute waarde {\displaystyle |\,\cdot \,|_{p}}.

### Bewijs
Er worden twee gevallen onderscheiden:
1. Er is een {\displaystyle n\in \mathbb {N} } met {\displaystyle |n|_{*}>1}
2. Voor alle {\displaystyle n\in \mathbb {N} } is {\displaystyle |n|_{*}\leq 1}

Geval 1
Er is een {\displaystyle n\in \mathbb {N} } met {\displaystyle |n|_{*}>1}. Nu is {\displaystyle |0|_{*}=0} en {\displaystyle |1|_{*}^{2}=|1|_{*}}, zodat {\displaystyle |1|_{*}=1}, dus {\displaystyle n>1}.
Zij {\displaystyle b,k\in \mathbb {N} } met {\displaystyle b>1}. Schrijf {\displaystyle b}-tallig:
{\displaystyle n^{k}=\sum _{i=0}^{m}c_{i}b^{i}\quad } met {\displaystyle \quad c_{i}\in \{0,1,\ldots ,b-1\}\quad } en {\displaystyle \quad c_{m}>0}
Dan is
{\displaystyle n^{k}\geq b^{m},\quad } dus {\displaystyle \quad m\leq k{\frac {\log n}{\log b}}}
Maar 
{\displaystyle {\begin{aligned}|n|_{*}^{k}&=|n^{k}|_{*}\leq \sum _{i=0}^{m}|c_{i}b^{i}|_{*}\\&\leq (m+1)\max _{i}\{|c_{i}b^{i}|_{*}\}=(m+1)\max _{i}\{|c_{i}|_{*}|b|_{*}^{i}\}\\&\leq (m+1)\max _{i}\{|c_{i}|_{*}\}\,\max\{|b|_{*}^{m},1\}\end{aligned}}}
Nu is
{\displaystyle \max _{i}\{|c_{i}|_{*}\}\leq \max _{k=0}^{b-1}\{|k|_{*}\}\leq b\quad } en {\displaystyle \quad |b^{i}|_{*}=|b|_{*}^{i}\leq \max\{|b|_{*}^{m},1\}}
dus
{\displaystyle |n|_{*}^{k}\leq b\,(m+1)\max\{|b|_{*}^{m},1\}\leq b(k\log _{b}n+1)\max\{|b|_{*}^{k\log _{b}n},1\}}
Dus
{\displaystyle |n|_{*}\leq {\big (}b(k\log _{b}n+1){\big )}^{\frac {1}{k}}\max\{|b|_{*}^{\log _{b}n},1\}}
Als {\displaystyle k\to \infty }, volgt
{\displaystyle {\big (}b(k\log _{b}n+1){\big )}^{\frac {1}{k}}\to 1}
zodat
{\displaystyle |n|_{*}\leq \max\{|b|_{*}^{\log _{b}n},1\}}
Samen met {\displaystyle |n|_{*}>1} blijkt dus dat {\displaystyle |b|_{*}>1} voor elke keuze van {\displaystyle b>1} (anders zou {\displaystyle |b|_{*}^{\log _{b}n}\leq 1}, zodat {\displaystyle |n|_{*}\leq 1}). Bijgevolg moet voor iedere {\displaystyle a>1} gelden {\displaystyle |a|_{*}>1}.
Dus is voor alle {\displaystyle b,a\in \mathbb {N} }:
{\displaystyle |a|_{*}\leq |b|_{*}^{\frac {\log a}{\log b}}}
of herschreven
{\displaystyle {\frac {\log |a|_{*}}{\log a}}\leq {\frac {\log |b|_{*}}{\log b}}}
Uit symmetrie volgt dan gelijkheid.
Omdat {\displaystyle b,a\in \mathbb {N} } willekeurig zijn, is er een constante {\displaystyle c\in \mathbb {R} _{+}} waarvoor 
{\displaystyle \log |k|_{*}=c\log k}
d.w.z.
{\displaystyle |k|_{*}=k^{c}=|k|^{c}}
voor alle {\displaystyle k\in \mathbb {N} ,k>1}.
Dus is {\displaystyle |x|_{*}=|x|^{c}} ook voor alle {\displaystyle x\in \mathbb {Q} }, waarmee de  equivalentie is aangetoond.
Geval 2
Voor alle {\displaystyle n\in \mathbb {N} } is {\displaystyle |n|_{*}\leq 1}. Maar dan is er een priemgetal {\displaystyle p}, en dat is het enige, waarvoor {\displaystyle |p|_{*}<1}. Stel namelijk dat voor het priemgetal {\displaystyle q\neq p} ook geldt dat {\displaystyle |q|_{*}<1}.
Kies dan {\displaystyle w\in \mathbb {N} } zo, dat {\displaystyle |p|_{*}^{w}<{\tfrac {1}{2}}} en {\displaystyle |q|_{*}^{w}<{\tfrac {1}{2}}}. Volgens het algoritme van Euclides zijn er gehele getallen {\displaystyle a,b} waarvoor {\displaystyle ap^{w}+bq^{w}=1}. Dan volgt
{\displaystyle 1=|1|_{*}\leq |a|_{*}|p|_{*}^{w}+|b|_{*}|q|_{*}^{w}<{\frac {|a|_{*}+|b|_{*}}{2}}\leq 1}
wat een tegenspraak inhoudt.
Elke {\displaystyle n\in \mathbb {N} } is het product van priemgetallen, dus:
{\displaystyle |n|_{*}=\left|\prod _{i<r}p_{i}^{m_{i}}\right|_{*}=\prod _{i<r}|p_{i}|_{*}^{m_{i}}=|p|_{*}^{m}=(p^{-m})^{c}=|n|_{p}^{c}},
met {\displaystyle c=-{\frac {\log |p|_{*}}{\log p}}} en {\displaystyle m=0,|n|_{*}=1} als {\displaystyle n} niet deelbaar is door {\displaystyle p}.
Maar dan is ook voor alle  {\displaystyle x\in \mathbb {Q} }
{\displaystyle |x|_{*}=|x|_{p}^{c}}
dus is {\displaystyle |\,\cdot \,|_{*}} equivalent met een {\displaystyle p}-adische absolute waarde.